# Benson (Karpfen)
Benson (* ca. 1984; † 4. August 2009) war ein weiblicher Schuppenkarpfen, der zeitweise als größter Vertreter seiner Art in Großbritannien galt und durch zahlreiche Fänge Berühmtheit erlangte.

## Leben
Der Karpfen Benson wurde 1995 im Kingwater Lake des Bluebell-Lakes-Komplexes in der Nähe von Peterborough (Cambridgeshire) angesiedelt. Zu diesem Zeitpunkt wog der Fisch bereits etwa 11 kg. Seinen Namen erhielt der Fisch damals nach der Zigarettenmarke Benson & Hedges aufgrund eines Loches in seiner Rückenflosse, dessen Form an ein Brandloch erinnerte. Der zur gleichen Zeit ausgesetzte Karpfen Hedges verschwand 1998 nach einem Hochwasser im Fluss Nene.
Im Gegensatz zu anderen großen Karpfen, für die Wartelisten für Fangversuche bestehen, konnte jeder Privatangler mit einer Tageslizenz versuchen, Benson zu angeln. Als Folge wurde der Karpfen 63 mal gefangen und jedes Mal in den See zurückgesetzt. Allein in einer einmaligen Phase von 6 Wochen wurde Benson jeden Montag gefangen.
Durch die häufigen Fänge war Bensons Gewicht gut bekannt. Im Jahr 2002 wog sie knapp 26 kg und war noch nicht der größte britische Karpfen. 2005 wurde ihr Gewicht mit 26,6 kg angegeben, 2007 mit 26,8 kg, im August 2009 schließlich mit 29,1 kg.

## Tod
Am 4. August 2009 wurde Benson tot im Kingwater Lake gefunden, die Autopsie ergab, dass sie vergiftet wurde, vermutlich durch falsch behandelte Nüsse, die in großer Zahl am Seeufer gefunden wurden und ungekocht als Köder verwendet worden sein könnten. Das Tier war vermutlich etwa 25 Jahre alt.

## Medienecho
Bensons Tod löste eine regelrechte Flut an Berichterstattung aus, die meisten britischen Fernsehstationen brachten Kurzberichte, die Londoner Times berichtete auf der Titelseite. Über Agenturmeldungen von Reuters und Associated Press verbreitete sich Bensons Geschichte international. Die Tierrechtsorganisation PETA forderte Angler auf, in Gedenken an Benson ihre Ruten an den Nagel zu hängen. Diese breite Wirkung wurde teilweise als typisches Phänomen der „Sauregurkenzeit“ (engl. silly season) angesehen.